# Ропуха зелена

Поширення зеленої ропухи в Україні (за матеріалами фондових колекцій Зоологічного музею ННПМ НАН України)

Ропуха зелена (Pseudepidalea viridis) — вид земноводних, що входять до роду Зелена ропуха (Pseudepidalea), родини ропухових (Bufonidae) ряду безхвостих земноводних (Anura). Отруйна амфібія.
За різними підрахунками, вид у межах європейської та азійської частин свого ареалу представлений 8—10 підвидами. У фауні України живе номінативний підвид.

## Ареал

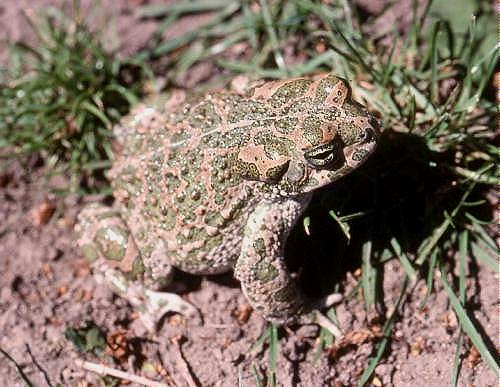

Ареал зеленої ропухи пролягає від Західної Франції і далі на схід охоплює майже всі європейські країни, в тому числі південь Швеції, країни Балтії, Білорусь, Україну. В Росії на півночі доходить до Псковської, Вологодської, Закарпатської, Кіровської та Пермської областей, а на сході — до Середнього Уралу. У південному напрямку поширені до Північної Африки, Малої та Передньої Азії, Аравійського півострова і далі на схід до Західного Китаю та Монголії, де представлені тетраплоїди цієї групи.
Зелена ропуха в Україні трапляється майже повсюдно. У гірських районах Карпат та Криму піднімається на висоту понад 1000 метрів. Результати порівняння мінливості розмірних характеристик тіла й кінцівок зелених ропух з різних ділянок ареалу як в Україні, так і в прилеглих регіонах показали цілий ряд достовірних відмінностей, пов'язаних з індивідуальною, внутрішньопопуляційною та міжпопуляційною мінливістю.
Зелена ропуха, будучи у своєму поширенні пов'язаною зі степовими біотопами, у лісовій та в лісостеповій зонах також тримається відкритих ділянок (вирубок, просік, полів, луків, орних земель). Другою особливістю зеленої ропухи є значна синантропність — вид звичайний у різних типах населених пунктів, починаючи з великих міст і закінчуючи сільською місцевістю.

## Чисельність
Дані обліків у сезон розмноження та після його закінчення суттєво відмінні. Так, на півдні України (Запорізька, Херсонська області) у весняний період щільність зелених ропух на місцях нересту може досягати 80-100 і більше особин на 100 м берегових ділянок, а згодом у типових місцях свого перебування — 10-20 особин на 100 м маршруту. У Дніпропетровській області щільність зелених ропух у відкритих біотопах становить 0,05-0,1 ос./га.
Прив'язаність зелених ропух після закінчення сезону розмноження до водойм неістотна.

## Зовнішній вигляд
Довжина тіла зеленої ропухи становить звичайно 50-80 мм (рідше — до 140 мм), забарвлення дуже мінливе, та найчастіше верх тіла оливково-зелених тонів з округлими темно-зеленими плямами, виявленість та розміри яких часто змінюються залежно від статі (в самиць плями зазвичай більші та контрастніші) та географічного поширення (самці південних популяцій у східній частині ареалу характеризуються меншою плямистістю, аж до її повної відсутності). Характер розташування плям та їхня конфігурація протягом усього життя не змінюються.
Черевний бік однотонного білувато-сірого кольору з більш або менш виявленими дрібними плямами часто неправильної форми. На спинному боці є бородавки, ступінь виявленості та шпичастість яких збільшується у популяціях в південно-східному напрямку, що є характернішим для самців. По боках тулуба є подекуди дрібні бородавки червонуватих відтінків. На передпліччі та гомілці зазвичай по 3 поперечні плями-смуги. На внутрішньому боці передплесни розвинена шкіряна складка, найдовший палець задньої кінцівки, як правило, має поодинокі зчленувальні горбочки, пальці задніх кінцівок характеризуються розвитком плавальних перетинок різного ступеня прояву.
Зіниця горизонтальна, барабанна перетинка є, позад очей розташовані округлі залози-паротиди. Статевий диморфізм, крім особливостей забарвлення та бородавчатості, виявлений у дрібніших розмірах самців, наявності в них внутрішнього непарного горлового резонатора та розвитку шлюбних мозолів на перших двох пальцях передніх кінцівок.

## Генетика
Диплоїдний набір Ропухи зеленої з різних ділянок України представлений 22 двоплечими хромосомами (2n = 22, NF = 44).
Зеленим ропухам притаманний незначний рівень мінливості рівня гетерозиготності, що лежить у межах Н = 0,009-0,103.

## Життя у природі
Початок весняної активності у південних регіонах зазвичай припадає на кінець лютого — березень при прогріванні повітря в середньому до 10 °C і води до 5-8°С. При поверненні весняних холодів активність часто не припиняється у зв'язку з тим, що зелені ропухи при цьому тримаються у воді, температура якої на декілька градусів перевищує температуру повітря. Так, у східних ділянках ареалу (Туркменистан) ропухи перебували на нересті під час снігопаду навесні при падінні температури повітря до 3-5°С. На Південному березі Криму зелені ропухи можуть бути активні у зимові місяці.
Під час сезону розмноження зелені ропухи часто бувають активні цілодобово, після його закінчення для них характерний присмерково-нічний спосіб життя.

### Розмноження

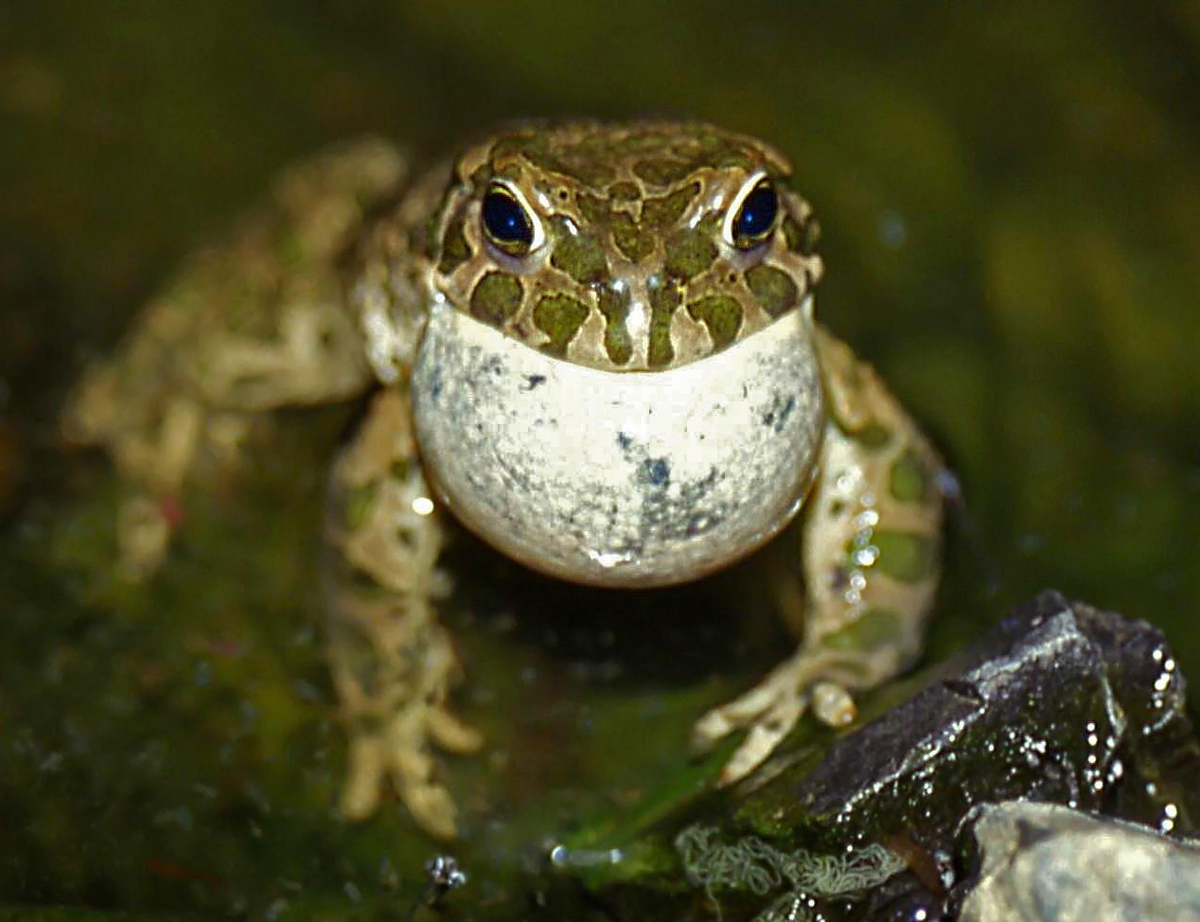

Місцем відкладання ікри слугують різні типи водойм, у тому числі калюжі, стариці річок, озера, стави, дренажні та зрошувальні канали, заповнені водою колії ґрунтових доріг, калюжі біля водонапірних веж, тимчасові водойми на зрошуваних полях тощо. Можливо, це певною мірою також зумовлене й тим, що розвиток ікри та пуголовків може відбуватися у водоймах з різними гідрохімічними характеристиками, включаючи підвищену солоність води, насиченість органікою (нерест ропух, ікру та личинок нерідко відзначали у прибережних солонуватих водоймах біля моря й лиманів, у стічних канавах на тваринницьких фермах і т. д.).
Нерестовий період, як вже зазначалося, порівняно з сірою ропухою розтягнутий, і співаючі самці на місцях розмноження присутні з березня по червень-липень. Після парування й відкладання ікри самці, на відміну від самиць, деякий час ще залишаються у водоймах (є підтвердження охорони ними кладки).
Кількість ікринок, відкладених однією самицею, становить 3-5 тис., хоча в окремих особин вона може сягати 15-30 тис. Ікра розташована звичайно у два ряди, діаметр ікринок становить 2,34-2,35 мм. Довжина ікряних шнурів, які звичайно відкладаються біля берега на глибині 10-20 см, становить 7-10 м.
За даними лабораторних спостережень та польових досліджень, вилуплення личинок при температурі води 15-18°С відбувається через 3-5 днів. Перші 2-3 дні личинки залишаються малорухомими, потім починають активно рухатися й живитися. Їхні розміри у цей час незначні й становлять 3-4 мм. Тривалість личинкового розвитку при середній денній температурі повітря 15-20°С становить 30-50 днів.
Довжина тіла пуголовків у кінці розвитку мінлива й зазвичай сягає 25-45 мм (з хвостом). По завершенні метаморфозу молоді особини широко мігрують від місць личинкового розвитку, і їхня чисельність на прилеглих до водойм ділянках у цей час досягає понад 100 особин на 100 м маршрутного обліку.

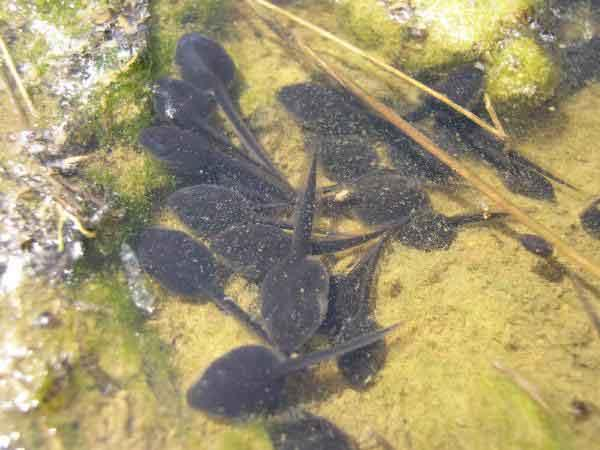
Пуголовки зеленої ропухи

Зелені ропухи у денний час можуть активно займати найрізноманітніші сховища, і їх нерідко виявляли у норах гризунів, купах каміння, порожнинах ґрунту, у листовій підстилці та дерні, у підвалах, під пнями й коренями дерев; у м'якому ґрунті вони здатні викопувати неглибокі нори до 10-20 см.
При освоєнні «біотопів» населених пунктів вони успішно займають освітлені ділянки під вуличними ліхтарями для нічного полювання на комах.
Статевозрілими стають після другої-третьої (самці) або третьої-четвертої (самиці) зимівель. Співвідношення статей мінливе (самців від 40 до 75 % у вибірці), що, очевидно, певною мірою пов'язано як з місцями обліку на місцях нересту чи поза ними, так і з специфікою популяційної структури у різних регіонах.
Сезон активності триває до вересня-листопада залежно від географічної широти місцевості та її висоти над рівнем моря. У похмурні та дощові дні у вересні-жовтні нерідко відзначалися масові міграції на місця зимівлі.

### Харчування

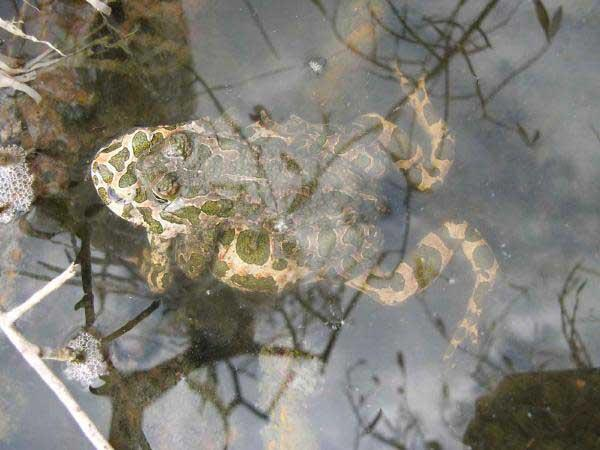

У живленні личинок тваринні корми (найпростіші, дрібні ракоподібні) відіграють меншу роль, ніж детрит та водорості. З початком появи передніх та задніх кінцівок (часто за наявності залишків нерезорбованого хвоста) тварини переходять на живлення наземними безхребетними — двокрилими, жуками та ін.
У дієті дорослих зелених ропух, так само як і сірої ропухи, характерна значна частка мурашок. Дослідження у Карпатах показали поряд з істотною наявністю метеликів та мурашок, переважання у раціоні зеленої ропухи жуків (довгоносики до 37,5 %, туруни до 32,5 %, попики до 30,0 %).
При порівнянні особливостей живлення зеленої ропухи з іншими наземними безхвостими амфібіями встановлено, що ці амфібії зі спільної кормової бази з землянкою (Поволжя) видобували 72,2 % загальної кількості видів безхребетних, що становило за біомасою 60,1 % (на долю землянки припадало 18,8 % видів і 27,4 % їхньої біомаси, гостромордої жаби — 9 % видів і 12,5 % біомаси).

### Місце у раціоні інших тварин
Цьоголітки неодноразово відзначалися у складі об'єктів живлення озерної та ставкової жаб. Дорослі входять до складу їжі багатьох хребетних, у тому числі звичайного (іноді до 60 %) та водяного вужів, сірої чаплі, грака, сірої ворони, кібчика, борсука, видри, норки та ін.

## Вплив антропогенних факторів

Задня кінцівка зеленої ропухи з подвоєнним п'ястком

Незважаючи на високий ступінь синантропності, численні антропогенні фактори, перш за все забруднення місць нересту промисловими та побутовими відходами, ведуть до масової загибелі личинок зелених ропух. Дослідження різних гідрохімічних показників на місцях нересту показало, що одним з провідних факторів, що впливає на загибель ікри та личинок є рівень рН.
При цьому в нейтральній воді кількість виходу личинок звичайно нижче норми; при низькому значенні цього показника причиною загибелі є втрата організмом іонів Na+ та K+.
Токсичність різних неорганічних та органічних сполук залежить від комплексного впливу рН, температури та концентрації. Наприклад, токсичність алюмінію зростає із зростанням кислотності.
Дослідження порушень у будові кінцівок, таких як асиметричність, редукція різних сегментів у задніх кінцівках (фаланги, ступні, плесна), полідактилія, пухлиноподібні пошкодження і т. ін., показало, що у Дніпропетровській області частота їхнього трапляння в зелених ропух у забруднених районах становить 0,4-0,5, а у відносно чистих регіонах аномалії не трапляються взагалі. Відомий один випадок подвоєння п'ястку у Bufo viridis, знайденої в Херсонській області.
Вид занесено до Додатку II «Конвенції з охорони дикої флори і фауни та природного середовища існування в Європі» (категорія «види, що підлягають особливій охороні») та до «Червоного Списку хребетних Міжнародного союзу охорони природи (МСОП)».

## Галерея

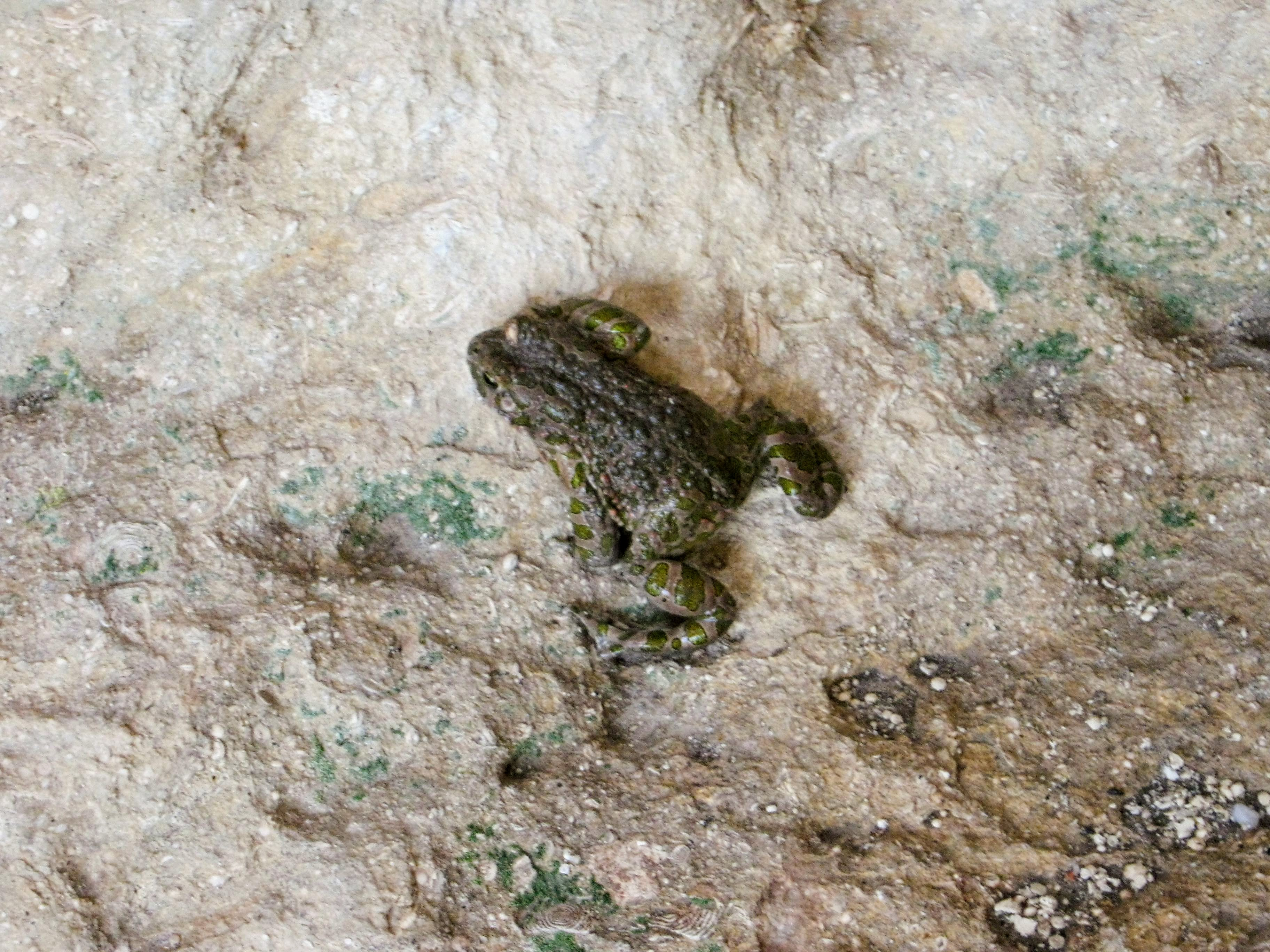
Ропуха зелена в печері Ескі-Кермену. Крим.
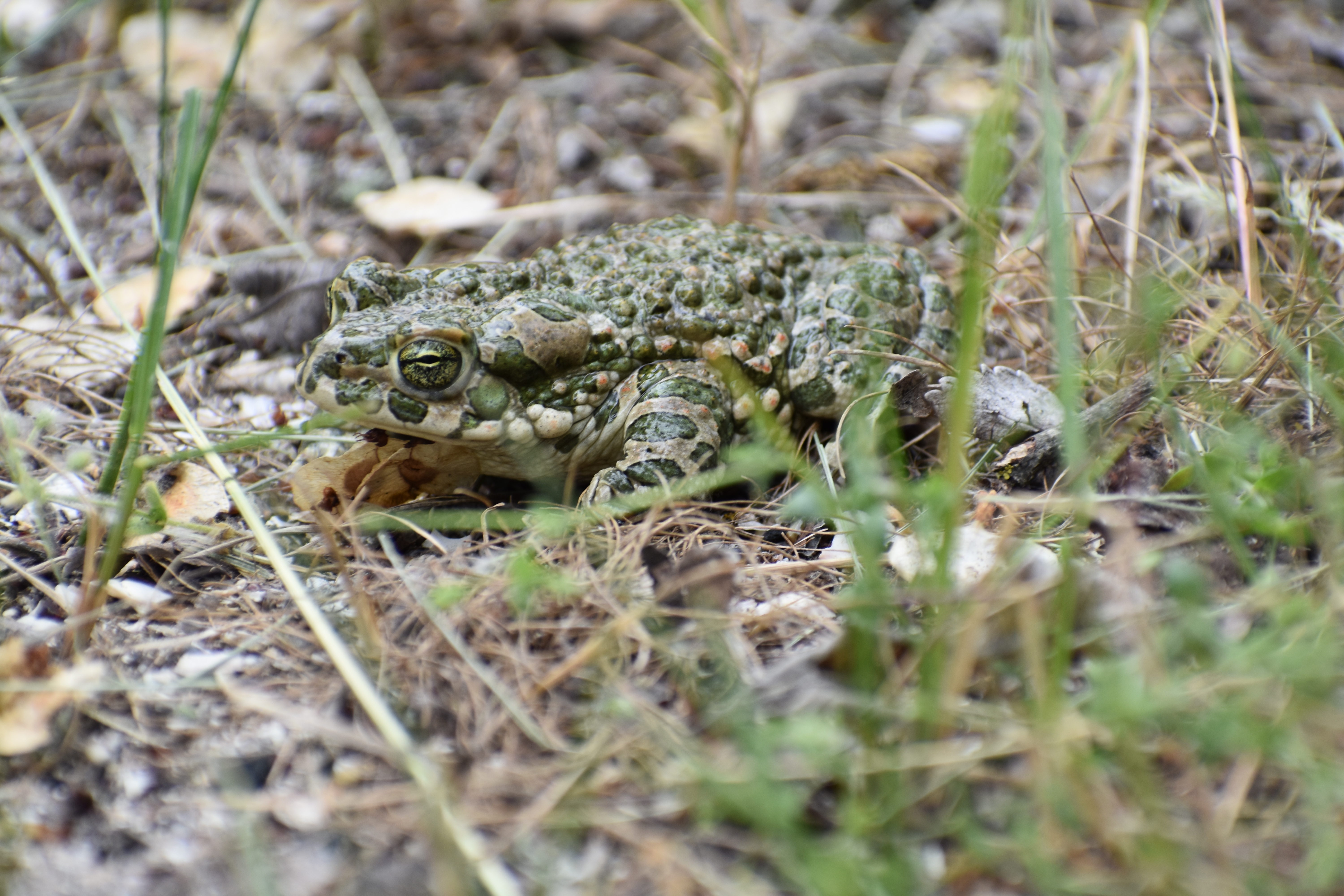
Ропуха зелена. Садки. Коса Бірючий Острів. Азово-Сиваський НПП.